# Lista över avsnitt av Buffy och vampyrerna
Lista över avsnitt av Buffy och vampyrerna, som sändes i WB från 1994 och fram till 2003. Listan över avsnitt av Buffy och vampyrerna är uppdelad per säsong.

## Översikt
| Säsong | Säsong | Avsnitt | Avsnitt | Originalvisning       | Originalvisning      | Originalvisning |
| Säsong | Säsong | Avsnitt | Avsnitt | Första sändningsdatum | Sista sändningsdatum | Originalkanal   |
| ------ | ------ | ------- | ------- | --------------------- | -------------------- | --------------- |
|        | 1      | 12      | 12      | 10 mars 1997          | 2 juni 1997          | The WB          |
|        | 2      | 22      | 22      | 15 september 1997     | 19 maj 1998          | The WB          |
|        | 3      | 22      | 22      | 29 september 1998     | 21 september 1999    | The WB          |
|        | 4      | 22      | 22      | 5 oktober 1999        | 23 maj 2000          | The WB          |
|        | 5      | 22      | 22      | 26 september 2000     | 22 maj 2001          | The WB          |
|        | 6      | 22      | 22      | 2 oktober 2001        | 21 maj 2002          | UPN             |
|        | 7      | 22      | 22      | 24 september 2002     | 20 maj 2003          | UPN             |

## Avsnitt

### Säsong 1 (1997)
| Nr i serien | Nr i säsongen | Titel                                | Regissör             | Manus                                     | Sändningsdatum | Prod. kod | Tittarsiffror (miljoner) |
| ----------- | ------------- | ------------------------------------ | -------------------- | ----------------------------------------- | -------------- | --------- | ------------------------ |
| 1           | 1             | "Welcome to the Hellmouth"           | Charles Martin Smith | Joss Whedon                               | 10 mars 1997   | 4V01      | 4.8                      |
| 2           | 2             | "The Harvest"                        | John T. Kretchmer    | Joss Whedon                               | 10 mars 1997   | 4V02      | 4.8                      |
| 3           | 3             | "Witch"                              | Stephen Cragg        | Dana Reston                               | 17 mars 1997   | 4V03      | 4.6                      |
| 4           | 4             | "Teacher's Pet"                      | Bruce Seth Green     | David Greenwalt                           | 24 mars 1997   | 4V04      | 3.0                      |
| 5           | 5             | "Never Kill a Boy on the First Date" | David Semel          | Rob Des Hotel Dean Batali                 | 31 mars 1997   | 4V05      | 4.0                      |
| 6           | 6             | "The Pack"                           | Bruce Seth Green     | Matt Kiene Joe Reinkemeyer                | 7 april 1997   | 4V06      | 3.6                      |
| 7           | 7             | "Angel"                              | Scott Brazil         | David Greenwalt                           | 14 april 1997  | 4V07      | 3.4                      |
| 8           | 8             | "I, Robot... You, Jane"              | Stephen Posey        | Ashley Gable Thomas A. Swyden             | 28 april 1997  | 4V08      | 2.5                      |
| 9           | 9             | "The Puppet Show"                    | Ellen S. Pressman    | Rob Des Hotel Dean Batali                 | 5 maj 1997     | 4V09      | 2.6                      |
| 10          | 10            | "Nightmares"                         | Bruce Seth Green     | Joss Whedon David Greenwalt               | 12 maj 1997    | 4V10      | 3.5                      |
| 11          | 11            | "Out of Mind, Out of Sight"          | Reza Badiyi          | Ashley Gable Thomas A. Swyden Joss Whedon | 19 maj 1997    | 4V11      | 3.4                      |
| 12          | 12            | "Prophecy Girl"                      | Joss Whedon          | Joss Whedon                               | 2 juni 1997    | 4V12      | 4.0                      |

### Säsong 2 (1997–98)
| Nr i serien | Nr i säsongen | Titel                                | Regissör                 | Manus                                                                  | Sändningsdatum                   | Prod. kod | Tittarsiffror (miljoner) |
| ----------- | ------------- | ------------------------------------ | ------------------------ | ---------------------------------------------------------------------- | -------------------------------- | --------- | ------------------------ |
| 13          | 1             | "When She Was Bad"                   | Joss Whedon              | Joss Whedon                                                            | 15 september 1997                | 5V01      | 4.4                      |
| 14          | 2             | "Some Assembly Required"             | Bruce Seth Green         | Ty King                                                                | 22 september 1997                | 5V02      | 4.4                      |
| 15          | 3             | "School Hard"                        | John T. Kretchmer        | Synopsis av : Joss Whedon & David Greenwalt Manus av : David Greenwalt | 29 september 1997                | 5V03      | 4.9                      |
| 16          | 4             | "Inca Mummy Girl"                    | Ellen S. Pressman        | Matt Kiene & Joe Reinkemeyer                                           | 6 oktober 1997                   | 5V04      | 4.7                      |
| 17          | 5             | "Reptile Boy"                        | David Greenwalt          | David Greenwalt                                                        | 13 oktober 1997                  | 5V05      | 4.8                      |
| 18          | 6             | "Halloween"                          | Bruce Seth Green         | Carl Ellsworth                                                         | 27 oktober 1997                  | 5V06      | 5.9                      |
| 19          | 7             | "Lie to Me"                          | Joss Whedon              | Joss Whedon                                                            | 3 november 1997                  | 5V07      | 5.0                      |
| 20          | 8             | "The Dark Age"                       | Bruce Seth Green         | Dean Batali & Rob Des Hotel                                            | 10 november 1997                 | 5V08      | 5.6                      |
| 2122        | 910           | "What's My Line"                     | David SolomonDavid Semel | Howard Gordon & Marti Noxon                                            | 17 november 199724 november 1997 | 5V095V10  | 5.05.4                   |
| 23          | 11            | "Ted"                                | Bruce Seth Green         | David Greenwalt & Joss Whedon                                          | 8 december 1997                  | 5V11      | 6.1                      |
| 24          | 12            | "Bad Eggs"                           | David Greenwalt          | Marti Noxon                                                            | 12 januari 1998                  | 5V12      | 6.5                      |
| 25          | 13            | "Surprise"                           | Michael Lange            | Marti Noxon                                                            | 19 januari 1998                  | 5V13      | 7.6                      |
| 26          | 14            | "Innocence"                          | Joss Whedon              | Joss Whedon                                                            | 20 januari 1998                  | 5V14      | 7.9                      |
| 27          | 15            | "Phases"                             | Bruce Seth Green         | Rob Des Hotel & Dean Batali                                            | 27 januari 1998                  | 5V15      | 7.3                      |
| 28          | 16            | "Bewitched, Bothered and Bewildered" | James A. Contner         | Marti Noxon                                                            | 10 februari 1998                 | 5V16      | 5.8                      |
| 29          | 17            | "Passion"                            | Michael Gershman         | Ty King                                                                | 24 februari 1998                 | 5V17      | 6.1                      |
| 30          | 18            | "Killed By Death"                    | Deran Sarafian           | Rob Des Hotel & Dean Batali                                            | 3 mars 1998                      | 5V18      | 6.1                      |
| 31          | 19            | "I Only Have Eyes for You"           | James Whitmore, Jr.      | Marti Noxon                                                            | 28 april 1998                    | 5V19      | 5.1                      |
| 32          | 20            | "Go Fish"                            | David Semel              | David Fury & Elin Hampton                                              | 5 maj 1998                       | 5V20      | 5.1                      |
| 3334        | 2223          | "Becoming"                           | Joss Whedon              | Joss Whedon                                                            | 12 maj 199819 maj 1998           | 5V215V22  | 5.36.4                   |

### Säsong 3 (1998–99)
| Nr i serien | Nr i säsongen | Titel                   | Regissör            | Manus                                                                  | Sändningsdatum          | Prod. kod    | Tittarsiffror (miljoner) |
| ----------- | ------------- | ----------------------- | ------------------- | ---------------------------------------------------------------------- | ----------------------- | ------------ | ------------------------ |
| 35          | 1             | "Anne"                  | Joss Whedon         | Joss Whedon                                                            | 29 september 1998       | 3ABB01       | 7.1                      |
| 36          | 2             | "Dead Man's Party"      | James Whitmore, Jr. | Marti Noxon                                                            | 6 oktober 1998          | 3ABB02       | N/A                      |
| 37          | 3             | "Faith, Hope and Trick" | James A. Contner    | David Greenwalt                                                        | 13 oktober 1998         | 3ABB03       | N/A                      |
| 38          | 4             | "Beauty and the Beasts" | James Whitmore, Jr. | Marti Noxon                                                            | 20 oktober 1998         | 3ABB04       | N/A                      |
| 39          | 5             | "Homecoming"            | David Greenwalt     | David Greenwalt                                                        | 3 november 1998         | 3ABB05       | N/A                      |
| 40          | 6             | "Band Candy"            | Michael Lange       | Jane Espenson                                                          | 10 november 1998        | 3ABB06       | N/A                      |
| 41          | 7             | "Revelations"           | James A. Contner    | Douglas Petrie                                                         | 17 november 1998        | 3ABB07       | N/A                      |
| 42          | 8             | "Lover's Walk"          | David Semel         | Dan Vebber                                                             | 24 november 1998        | 3ABB08       | N/A                      |
| 43          | 9             | "The Wish"              | David Greenwalt     | Marti Noxon                                                            | 8 december 1998         | 3ABB09       | N/A                      |
| 44          | 10            | "Amends"                | Joss Whedon         | Joss Whedon                                                            | 15 december 1998        | 3ABB10       | N/A                      |
| 45          | 11            | "Gingerbread"           | James Whitmore, Jr. | Synopsis av : Thania St. John & Jane Espenson Manus av : Jane Espenson | 12 januari 1999         | 3ABB11       | N/A                      |
| 46          | 12            | "Helpless"              | James A. Contner    | David Fury                                                             | 19 januari 1999         | 3ABB12       | N/A                      |
| 47          | 13            | "The Zeppo"             | James Whitmore, Jr. | Dan Vebber                                                             | 26 januari 1999         | 3ABB13       | N/A                      |
| 48          | 14            | "Bad Girls"             | Michael Lange       | Douglas Petrie                                                         | 9 februari 1999         | 3ABB14       | N/A                      |
| 49          | 15            | "Consequences"          | Michael Gershman    | Marti Noxon                                                            | 16 februari 1999        | 3ABB15       | N/A                      |
| 50          | 16            | "Dopplegangland"        | Joss Whedon         | Joss Whedon                                                            | 23 februari 1999        | 3ABB16       | N/A                      |
| 51          | 17            | "Enemies"               | David Grossman      | Douglas Petrie                                                         | 16 mars 1999            | 3ABB17       | N/A                      |
| 52          | 18            | "Earshot"               | Regis Kimble        | Jane Espenson                                                          | 21 september 1999       | 3ABB18       | N/A                      |
| 53          | 19            | "Choices"               | James A. Contner    | David Fury                                                             | 4 maj 1999              | 3ABB19       | N/A                      |
| 54          | 20            | "The Prom"              | David Solomon       | Marti Noxon                                                            | 11 maj 1999             | 3ABB20       | N/A                      |
| 5556        | 2122          | "Graduation Day"        | Joss Whedon         | Joss Whedon                                                            | 18 maj 199913 juli 1999 | 3ABB213ABB22 | N/A                      |

### Säsong 4 (1999–2000)
| Nr i serien | Nr i säsongen | Titel                       | Regissör         | Manus                                    | Sändningsdatum   | Prod. kod | Tittarsiffror (miljoner) |
| ----------- | ------------- | --------------------------- | ---------------- | ---------------------------------------- | ---------------- | --------- | ------------------------ |
| 57          | 1             | "Freshman"                  | Joss Whedon      | Joss Whedon                              | 5 oktober 1999   | 4ABB01    | N/A                      |
| 58          | 2             | "Living Conditions"         | David Grossman   | Marti Noxon                              | 12 oktober 1999  | 4ABB02    | N/A                      |
| 59          | 3             | "Harsh Light of Day"        | James A. Contner | Jane Espenson                            | 19 oktober 1999  | 4ABB03    | N/A                      |
| 60          | 4             | "Fear Itself"               | Tucker Gates     | David Fury                               | 26 oktober 1999  | 4ABB04    | N/A                      |
| 61          | 5             | "Beer Bad"                  | David Solomon    | Tracey Forbes                            | 2 november 1999  | 4ABB05    | N/A                      |
| 62          | 6             | "Wild at Heart"             | David Grossman   | Marti Noxon                              | 9 november 1999  | 4ABB06    | N/A                      |
| 63          | 7             | "The Initiative"            | James A. Contner | Douglas Petrie                           | 16 november 1999 | 4ABB07    | N/A                      |
| 64          | 8             | "Pangs"                     | Michael Lange    | Jane Espenson                            | 23 november 1999 | 4ABB08    | N/A                      |
| 65          | 9             | "Something Blue"            | Nick Marck       | Tracey Forbes                            | 30 november 1999 | 4ABB09    | N/A                      |
| 66          | 10            | "Hush"                      | Joss Whedon      | Joss Whedon                              | 14 december 1999 | 4ABB10    | N/A                      |
| 67          | 11            | "Doomed"                    | James A. Contner | Marti Noxon & David Fury & Jane Espenson | 18 januari 2000  | 4ABB11    | 5.4                      |
| 68          | 12            | "A New Man"                 | Michael Gershman | Jane Espenson                            | 25 januari 2000  | 4ABB12    | N/A                      |
| 69          | 13            | "The I in Team"             | James A. Contner | David Fury                               | 8 februari 2000  | 4ABB13    | N/A                      |
| 70          | 14            | "Goodbye Iowa"              | David Solomon    | Marti Noxon                              | 15 februari 2000 | 4ABB14    | N/A                      |
| 71          | 15            | "This Year's Girl"          | Michael Gershman | Douglas Petrie                           | 22 februari 2000 | 4ABB15    | N/A                      |
| 72          | 16            | "Who Are You?"              | Joss Whedon      | Joss Whedon                              | 29 februari 2000 | 4ABB16    | N/A                      |
| 73          | 17            | "Superstar"                 | David Grossman   | Jane Espenson                            | 4 april 2000     | 4ABB17    | N/A                      |
| 74          | 18            | "Where the Wild Things Are" | David Solomon    | Tracey Forbes                            | 25 april 2000    | 4ABB18    | N/A                      |
| 75          | 19            | "New Moon Rising"           | James A. Contner | Marti Noxon                              | 2 maj 2000       | 4ABB19    | N/A                      |
| 76          | 20            | "The Yoko Factor"           | David Grossman   | Douglas Petrie                           | 9 maj 2000       | 4ABB20    | N/A                      |
| 77          | 21            | "Primeval"                  | James A. Contner | David Fury                               | 16 maj 2000      | 4ABB21    | N/A                      |
| 78          | 22            | "Restless"                  | Joss Whedon      | Joss Whedon                              | 23 maj 2000      | 4ABB22    | N/A                      |

### Säsong 5 (2000–01)
| Nr i serien | Nr i säsongen | Titel                     | Regissör           | Manus                          | Sändningsdatum    | Prod. kod | Tittarsiffror (miljoner) |
| ----------- | ------------- | ------------------------- | ------------------ | ------------------------------ | ----------------- | --------- | ------------------------ |
| 79          | 1             | "Buffy vs. Dracula"       | David Solomon      | Marti Noxon                    | 26 september 2000 | 5ABB01    | 5.8                      |
| 80          | 2             | "Real Me"                 | David Grossman     | David Fury                     | 3 oktober 2000    | 5ABB02    | 6.2                      |
| 81          | 3             | "The Replacement"         | James A. Contner   | Jane Espenson                  | 10 oktober 2000   | 5ABB03    | 5.3                      |
| 82          | 4             | "Out of My Mind"          | David Grossman     | Rebecca Rand Kirshner          | 17 oktober 2000   | 5ABB04    | 5.1                      |
| 83          | 5             | "No Place Like Home"      | David Solomon      | Douglas Petrie                 | 24 oktober 2000   | 5ABB05    | 6.4                      |
| 84          | 6             | "Family"                  | Joss Whedon        | Joss Whedon                    | 7 november 2000   | 5ABB06    | 6.2                      |
| 85          | 7             | "Fool for Love"           | Nick Marck         | Douglas Petrie                 | 14 november 2000  | 5ABB07    | 5.7                      |
| 86          | 8             | "Shadow"                  | Dan Attias         | David Fury                     | 21 november 2000  | 5ABB08    | 4.8                      |
| 87          | 9             | "Listening to Fear"       | David Solomon      | Rebecca Rand Kirshner          | 28 november 2000  | 5ABB09    | 5.5                      |
| 88          | 10            | "Into the Woods"          | Marti Noxon        | Marti Noxon                    | 19 december 2000  | 5ABB10    | 4.9                      |
| 89          | 11            | "Triangle"                | Christopher Hibler | Jane Espenson                  | 9 januari 2001    | 5ABB11    | 4.8                      |
| 90          | 12            | "Checkpoint"              | Nick Marck         | Douglas Petrie & Jane Espenson | 23 januari 2001   | 5ABB12    | 5.0                      |
| 91          | 13            | "Blood Ties"              | Michael Gershman   | Steven S. DeKnight             | 6 februari 2001   | 5ABB13    | 4.9                      |
| 92          | 14            | "Crush"                   | Dan Attias         | David Fury                     | 13 februari 2001  | 5ABB14    | 4.9                      |
| 93          | 15            | "I Was Made to Love You"  | James A. Contner   | Jane Espenson                  | 20 februari 2001  | 5ABB15    | 5.1                      |
| 94          | 16            | "The Body"                | Joss Whedon        | Joss Whedon                    | 27 februari 2001  | 5ABB16    | 6.0                      |
| 95          | 17            | "Forever"                 | Marti Noxon        | Marti Noxon                    | 17 april 2001     | 5ABB17    | 4.3                      |
| 96          | 18            | "Intervention"            | Michael Gershman   | Jane Espenson                  | 24 april 2001     | 5ABB18    | 4.7                      |
| 97          | 19            | "Tough Love"              | David Grossman     | Rebecca Rand Kirshner          | 1 maj 2001        | 5ABB19    | 4.6                      |
| 98          | 20            | "Spiral"                  | James A. Contner   | Steven S. DeKnight             | 8 maj 2001        | 5ABB20    | 5.1                      |
| 99          | 21            | "The Weight of the World" | David Solomon      | Douglas Petrie                 | 15 maj 2001       | 5ABB21    | 4.8                      |
| 100         | 22            | "The Gift"                | Joss Whedon        | Joss Whedon                    | 22 maj 2001       | 5ABB22    | 5.2                      |

### Säsong 6 (2001–02)
| Nr i serien | Nr i säsongen | Titel                     | Regissör         | Manus                          | Sändningsdatum   | Prod. kod    | Tittarsiffror (miljoner) |
| ----------- | ------------- | ------------------------- | ---------------- | ------------------------------ | ---------------- | ------------ | ------------------------ |
| 101102      | 12            | "Bargaining"              | David Grossman   | Marti NoxonDavid Fury          | 2 oktober 2001   | 6ABB016ABB02 | 7.7                      |
| 103         | 3             | "After Life"              | David Solomon    | Jane Espenson                  | 9 oktober 2001   | 6ABB03       | 5.6                      |
| 104         | 4             | "Flooded"                 | Douglas Petrie   | Jane Espenson & Douglas Petrie | 16 oktober 2001  | 6ABB04       | 6.0                      |
| 105         | 5             | "Life Serial"             | Nick Marck       | David Fury & Jane Espenson     | 23 oktober 2001  | 6ABB05       | 5.7                      |
| 106         | 6             | "All the Way"             | David Solomon    | Steven S. DeKnight             | 30 oktober 2001  | 6ABB06       | 5.2                      |
| 107         | 7             | "Once More, with Feeling" | Joss Whedon      | Joss Whedon                    | 6 november 2001  | 6ABB07       | 5.4                      |
| 108         | 8             | "Tabula Rasa"             | David Grossman   | Rebecca Rand Kirshner          | 13 november 2001 | 6ABB08       | 5.4                      |
| 109         | 9             | "Smashed"                 | Turi Meyer       | Drew Z. Greenberg              | 20 november 2001 | 6ABB09       | 5.4                      |
| 110         | 10            | "Wrecked"                 | David Solomon    | Marti Noxon                    | 27 november 2001 | 6ABB10       | 5.6                      |
| 111         | 11            | "Gone"                    | David Fury       | David Fury                     | 8 januari 2002   | 6ABB11       | 5.2                      |
| 112         | 12            | "Doublemeat Palace"       | Nick Marck       | Jane Espenson                  | 29 januari 2002  | 6ABB12       | 5.6                      |
| 113         | 13            | "Dead Things"             | James A. Contner | Steven S. DeKnight             | 5 februari 2002  | 6ABB13       | 5.2                      |
| 114         | 14            | "Older and Far Away"      | Michael Gershman | Drew Z. Greenberg              | 12 februari 2002 | 6ABB14       | 5.0                      |
| 115         | 15            | "As You Were"             | Douglas Petrie   | Douglas Petrie                 | 26 februari 2002 | 6ABB15       | 4.7                      |
| 116         | 16            | "Hell's Bells"            | David Solomon    | Rebecca Rand Kirshner          | 5 mars 2002      | 6ABB16       | 5.6                      |
| 117         | 17            | "Normal Again"            | Rick Rosenthal   | Diego Gutierrez                | 12 mars 2002     | 6ABB17       | 5.0                      |
| 118         | 18            | "Entropy"                 | James A. Contner | Drew Z. Greenberg              | 30 april 2002    | 6ABB18       | 4.5                      |
| 119         | 19            | "Seeing Red"              | Michael Gershman | Steven S. DeKnight             | 7 maj 2002       | 6ABB19       | 4.1                      |
| 120         | 20            | "Villains"                | David Solomon    | Marti Noxon                    | 14 maj 2002      | 6ABB20       | 5.0                      |
| 121         | 21            | "Two to Go"               | Bill L. Norton   | Douglas Petrie                 | 21 maj 2002      | 6ABB21       | 5.3                      |
| 122         | 22            | "Grave"                   | James A. Contner | David Fury                     | 21 maj 2002      | 6ABB22       | 5.3                      |

### Säsong 7 (2002–03)
| Nr i serien | Nr i säsongen | Titel                            | Regissör         | Manus                          | Sändningsdatum    | Prod. kod | Tittarsiffror (miljoner) |
| ----------- | ------------- | -------------------------------- | ---------------- | ------------------------------ | ----------------- | --------- | ------------------------ |
| 123         | 1             | "Lessons"                        | David Solomon    | Joss Whedon                    | 24 september 2002 | 7ABB01    | 5.0                      |
| 124         | 2             | "Beneath You"                    | Nick Marck       | Douglas Petrie                 | 1 oktober 2002    | 7ABB02    | 5.0                      |
| 125         | 3             | "Same Time, Same Place"          | James A. Contner | Jane Espenson                  | 8 oktober 2002    | 7ABB03    | 4.9                      |
| 126         | 4             | "Help"                           | Rick Rosenthal   | Rebecca Rand Kirshner          | 15 oktober 2002   | 7ABB04    | 5.0                      |
| 127         | 5             | "Selfless"                       | David Solomon    | Drew Goddard                   | 22 oktober 2002   | 7ABB05    | 5.0                      |
| 128         | 6             | "Him"                            | Michael Gershman | Drew Z. Greenberg              | 5 november 2002   | 7ABB06    | 4.6                      |
| 129         | 7             | "Conversations with Dead People" | Nick Marck       | Jane Espenson & Drew Goddard   | 12 november 2002  | 7ABB07    | 4.8                      |
| 130         | 8             | "Sleeper"                        | Alan J. Levi     | David Fury & Jane Espenson     | 19 november 2002  | 7ABB08    | 5.0                      |
| 131         | 9             | "Never Leave Me"                 | David Solomon    | Drew Goddard                   | 26 november 2002  | 7ABB09    | 4.8                      |
| 132         | 10            | "Bring on the Night"             | David Grossman   | Marti Noxon & Douglas Petrie   | 17 december 2002  | 7ABB10    | 4.8                      |
| 133         | 11            | "Showtime"                       | Michael Grossman | David Fury                     | 7 januari 2003    | 7ABB11    | 4.1                      |
| 134         | 12            | "Potential"                      | James A. Contner | Rebecca Rand Kirshner          | 21 januari 2003   | 7ABB12    | 3.6                      |
| 135         | 13            | "The Killer in Me"               | David Solomon    | Drew Z. Greenberg              | 4 februari 2003   | 7ABB13    | 3.5                      |
| 136         | 14            | "First Date"                     | David Grossman   | Jane Espenson                  | 11 februari 2003  | 7ABB14    | 4.2                      |
| 137         | 15            | "Get It Done"                    | Douglas Petrie   | Douglas Petrie                 | 18 februari 2003  | 7ABB15    | 3.4                      |
| 138         | 16            | "Storyteller"                    | Marita Grabiak   | Jane Espenson                  | 25 februari 2003  | 7ABB16    | 3.6                      |
| 139         | 17            | "Lies My Parents Told Me"        | David Fury       | David Fury & Drew Goddard      | 25 mars 2003      | 7ABB17    | 3.4                      |
| 140         | 18            | "Dirty Girls"                    | Michael Gershman | Drew Goddard                   | 15 april 2003     | 7ABB18    | 3.3                      |
| 141         | 19            | "Empty Places"                   | James A. Contner | Drew Z. Greenberg              | 29 april 2003     | 7ABB19    | 3.6                      |
| 142         | 20            | "Touched"                        | David Solomon    | Rebecca Rand Kirshner          | 6 maj 2003        | 7ABB20    | 4.0                      |
| 143         | 21            | "End of Days"                    | Marita Grabiak   | Douglas Petrie & Jane Espenson | 13 maj 2003       | 7ABB21    | 4.1                      |
| 144         | 22            | "Chosen"                         | Joss Whedon      | Joss Whedon                    | 20 maj 2003       | 7ABB22    | 4.9                      |

### Fotnoter
1. ↑  ”Buffy the Vampire Slayer” (på engelska). TV.Com. Arkiverad från originalet den 18 januari 2017. https://web.archive.org/web/20170118094315/http://www.tv.com/shows/buffy-the-vampire-slayer/. Läst 25 januari 2017.
2. 1 2  ”Nielsen ratings”. USA Today (Gannett Company):  s. D3. 10 mars 1997. Arkiverad från originalet den augusti 9, 2017. https://web.archive.org/web/20170809013822/http://anythingkiss.com/pi_feedback_challenge/Ratings/19970310-19970330_TVRatings.pdf. Läst 3 oktober 2015.
3. ↑  ”Nielsen ratings”. USA Today (Gannett Company):  s. D3. 17 mars 1997. Arkiverad från originalet den augusti 9, 2017. https://web.archive.org/web/20170809013822/http://anythingkiss.com/pi_feedback_challenge/Ratings/19970310-19970330_TVRatings.pdf. Läst 3 oktober 2015.
4. ↑  ”Nielsen ratings”. USA Today (Gannett Company):  s. D3. 24 mars 1997. Arkiverad från originalet den augusti 9, 2017. https://web.archive.org/web/20170809013822/http://anythingkiss.com/pi_feedback_challenge/Ratings/19970310-19970330_TVRatings.pdf. Läst 3 oktober 2015.
5. ↑  ”Nielsen ratings”. USA Today (Gannett Company):  s. D3. 31 mars 1997. Arkiverad från originalet den 1 december 2017. https://web.archive.org/web/20171201043104/http://anythingkiss.com/pi_feedback_challenge/Ratings/19970331-19970427_TVRatings.pdf. Läst 3 oktober 2015.
6. ↑  ”Nielsen ratings”. USA Today (Gannett Company):  s. D3. 7 april 1997. Arkiverad från originalet den 1 december 2017. https://web.archive.org/web/20171201043104/http://anythingkiss.com/pi_feedback_challenge/Ratings/19970331-19970427_TVRatings.pdf. Läst 3 oktober 2015.
7. ↑  ”Nielsen ratings”. USA Today (Gannett Company):  s. D3. 14 april 1997. Arkiverad från originalet den 1 december 2017. https://web.archive.org/web/20171201043104/http://anythingkiss.com/pi_feedback_challenge/Ratings/19970331-19970427_TVRatings.pdf. Läst 3 oktober 2015.
8. ↑  ”Nielsen ratings”. USA Today (Gannett Company):  s. D3. 28 april 1997. Arkiverad från originalet den 16 december 2013. https://web.archive.org/web/20131216071935/http://anythingkiss.com/pi_feedback_challenge/Ratings/19970428-19970601_TVRatings.pdf. Läst 3 oktober 2015.
9. ↑  ”Nielsen ratings”. USA Today (Gannett Company):  s. D3. 5 maj 1997. Arkiverad från originalet den 16 december 2013. https://web.archive.org/web/20131216071935/http://anythingkiss.com/pi_feedback_challenge/Ratings/19970428-19970601_TVRatings.pdf. Läst 3 oktober 2015.
10. ↑  ”Nielsen ratings”. USA Today (Gannett Company):  s. D3. 12 maj 1997. Arkiverad från originalet den 16 december 2013. https://web.archive.org/web/20131216071935/http://anythingkiss.com/pi_feedback_challenge/Ratings/19970428-19970601_TVRatings.pdf. Läst 3 oktober 2015.
11. 1 2 3 4 5 6 7 8  ”Episode List: Buffy the Vampire Slayer”. TV Tango. http://www.tvtango.com/series/buffy_the_vampire_slayer/episodes. Läst 17 maj 2015.
12. ↑  ”Nielsen ratings”. USA Today (Gannett Company):  s. D3. 6 juni 1997. Arkiverad från originalet den mars 3, 2016. https://web.archive.org/web/20160303234659/http://anythingkiss.com/pi_feedback_challenge/Ratings/19970602-19970629_TVRatings.pdf. Läst 3 oktober 2015.
13. ↑  ”Nielsen ratings”. USA Today (Gannett Company):  s. D3. 6 oktober 1998. Arkiverad från originalet den mars 3, 2016. https://web.archive.org/web/20160303234543/http://anythingkiss.com/pi_feedback_challenge/Ratings/19971006_TVRatings.pdf. Läst 3 oktober 2015.
14. ↑  ”Nielsen ratings”. USA Today (Gannett Company):  s. D3. 13 oktober 1998. Arkiverad från originalet den 16 december 2013. https://web.archive.org/web/20131216072532/http://anythingkiss.com/pi_feedback_challenge/Ratings/19971013_TVRatings.pdf. Läst 3 oktober 2015.
15. ↑  ”Nielsen ratings”. USA Today (Gannett Company):  s. D3. 27 oktober 1998. Arkiverad från originalet den 16 december 2013. https://web.archive.org/web/20131216072532/http://anythingkiss.com/pi_feedback_challenge/Ratings/19971013_TVRatings.pdf. Läst 3 oktober 2015.
16. ↑  ”Nielsen ratings”. USA Today (Gannett Company):  s. D3. 3 november 1998. Arkiverad från originalet den 16 december 2013. https://web.archive.org/web/20131216072828/http://anythingkiss.com/pi_feedback_challenge/Ratings/19971103_TVRatings.pdf. Läst 3 oktober 2015.
17. ↑  ”Nielsen ratings”. USA Today (Gannett Company):  s. D3. 10 november 1998. Arkiverad från originalet den mars 3, 2016. https://web.archive.org/web/20160303224158/http://anythingkiss.com/pi_feedback_challenge/Ratings/19971110_TVRatings.pdf. Läst 3 oktober 2015.
18. ↑  ”Nielsen ratings”. USA Today (Gannett Company):  s. D3. 17 november 1998. Arkiverad från originalet den 3 april 2019. https://web.archive.org/web/20190403231321/http://anythingkiss.com/pi_feedback_challenge/Ratings/19971117_TVRatings.pdf. Läst 29 september 2015.
19. ↑  ”Nielsen ratings”. USA Today (Gannett Company):  s. D3. 12 januari 1998. Arkiverad från originalet den 16 december 2013. https://web.archive.org/web/20131216072601/http://anythingkiss.com/pi_feedback_challenge/Ratings/19980126_TVRatings.pdf. Läst 29 september 2015.
20. ↑  ”Nielsen ratings”. USA Today (Gannett Company):  s. D3. 26 januari 1998. Arkiverad från originalet den 16 december 2013. https://web.archive.org/web/20131216072601/http://anythingkiss.com/pi_feedback_challenge/Ratings/19980126_TVRatings.pdf. Läst 29 september 2015.
21. ↑  ”Nielsen ratings”. USA Today (Gannett Company):  s. D3. 16 februari 1998. Arkiverad från originalet den mars 4, 2016. https://web.archive.org/web/20160304102130/http://anythingkiss.com/pi_feedback_challenge/Ratings/19980216_TVRatings.pdf. Läst 29 september 2015.
22. ↑  ”Nielsen ratings”. USA Today (Gannett Company):  s. D3. 23 februari 1998. Arkiverad från originalet den 16 december 2013. https://web.archive.org/web/20131216072503/http://anythingkiss.com/pi_feedback_challenge/Ratings/19980223_TVRatings.pdf. Läst 29 september 2015.
23. ↑  ”Nielsen ratings”. USA Today (Gannett Company):  s. D3. 2 mars 1998. Arkiverad från originalet den mars 3, 2016. https://web.archive.org/web/20160303214712/http://anythingkiss.com/pi_feedback_challenge/Ratings/19980302_TVRatings.pdf. Läst 29 september 2015.
24. ↑  Associated Press (30 april 1998). ”'Merlin' works ratings magic”. Rocky Mountain News:  s. 14D.
25. ↑  ”Nielsen ratings”. USA Today (Gannett Company):  s. D3. 14 maj 1998. Arkiverad från originalet den 24 december 2013. https://web.archive.org/web/20131224105042/http://anythingkiss.com/pi_feedback_challenge/Ratings/19980504_TVRatings.pdf. Läst 29 september 2015.
26. ↑  ”Nielsen ratings”. USA Today (Gannett Company):  s. D3. 14 maj 1998. Arkiverad från originalet den mars 4, 2016. https://web.archive.org/web/20160304054559/http://anythingkiss.com/pi_feedback_challenge/Ratings/19980511_TVRatings.pdf. Läst 29 september 2015.
27. ↑  ”Nielsen ratings”. USA Today (Gannett Company):  s. D3. 14 maj 1998. Arkiverad från originalet den mars 4, 2016. https://web.archive.org/web/20160304055226/http://anythingkiss.com/pi_feedback_challenge/Ratings/19980518_TVRatings.pdf. Läst 29 september 2015.
28. ↑  ”Nielsen ratings”. USA Today (Gannett Company):  s. D3. 29 september 1998. Arkiverad från originalet den 15 april 2018. https://www.webcitation.org/6yhYKyLRX?url=http://anythingkiss.com/pi_feedback_challenge/Ratings/19980928_TVRatings.pdf. Läst 5 mars 2016.
29. ↑  ”Episode List: Buffy the Vampire Slayer”. TV Tango. http://www.tvtango.com/series/buffy_the_vampire_slayer/episodes?page=2. Läst 17 maj 2015.
30. ↑  ”September 26, 2000”. TV Tango. http://www.tvtango.com/listings/2000/09/26. Läst 30 september 2013.
31. ↑  ”October 3, 2000”. TV Tango. http://www.tvtango.com/listings/2000/10/03. Läst 30 september 2013.
32. ↑  ”October 10, 2000”. TV Tango. http://www.tvtango.com/listings/2000/10/10. Läst 30 september 2013.
33. ↑  ”October 17, 2000”. TV Tango. http://www.tvtango.com/listings/2000/10/17. Läst 30 september 2013.
34. ↑  ”October 24, 2000”. TV Tango. http://www.tvtango.com/listings/2000/10/24. Läst 30 september 2013.
35. ↑  ”November 7, 2000”. TV Tango. http://www.tvtango.com/listings/2000/11/07. Läst 30 september 2013.
36. ↑  ”November 14, 2000”. TV Tango. http://www.tvtango.com/listings/2000/11/14. Läst 30 september 2013.
37. ↑  ”November 21, 2000”. TV Tango. http://www.tvtango.com/listings/2000/11/21. Läst 30 september 2013.
38. ↑  ”November 28, 2000”. TV Tango. http://www.tvtango.com/listings/2000/11/28. Läst 30 september 2013.
39. ↑  ”December 19, 2000”. TV Tango. http://www.tvtango.com/listings/2000/12/19. Läst 30 september 2013.
40. ↑  ”January 9, 2001”. TV Tango. http://www.tvtango.com/listings/2001/01/09. Läst 30 september 2013.
41. ↑  ”January 23, 2001”. TV Tango. http://www.tvtango.com/listings/2001/01/23. Läst 30 september 2013.
42. ↑  ”February 6, 2001”. TV Tango. http://www.tvtango.com/listings/2001/02/06. Läst 30 september 2013.
43. ↑  ”February 13, 2001”. TV Tango. http://www.tvtango.com/listings/2001/02/13. Läst 30 september 2013.
44. ↑  ”February 20, 2001”. TV Tango. http://www.tvtango.com/listings/2001/02/20. Läst 30 september 2013.
45. ↑  ”February 27, 2001”. TV Tango. http://www.tvtango.com/listings/2001/02/27. Läst 30 september 2013.
46. ↑  ”April 17, 2001”. TV Tango. http://www.tvtango.com/listings/2001/04/17. Läst 30 september 2013.
47. ↑  ”April 24, 2001”. TV Tango. http://www.tvtango.com/listings/2001/04/24. Läst 30 september 2013.
48. ↑  ”May 1, 2001”. TV Tango. http://www.tvtango.com/listings/2001/05/01. Läst 30 september 2013.
49. ↑  ”May 8, 2001”. TV Tango. http://www.tvtango.com/listings/2001/05/08. Läst 30 september 2013.
50. ↑  ”May 15, 2001”. TV Tango. http://www.tvtango.com/listings/2001/05/15. Läst 30 september 2013.
51. ↑  ”May 22, 2001”. TV Tango. http://www.tvtango.com/listings/2001/05/22. Läst 30 september 2013.
52. 1 2  Kurtz, Frank (11 oktober 2001). ”Top Ten Genre Broadcast TV Ratings (Oct. 1-7)”. Mania.com. Arkiverad från originalet den 18 oktober 2012. https://web.archive.org/web/20121018135406/http://www.mania.com/top-ten-genre-broadcast-tv-ratings-oct-17_article_30089.html. Läst 29 september 2013.
53. ↑  ”October 9, 2001”. TV Tango. http://www.tvtango.com/listings/2001/10/09. Läst 29 september 2013.
54. ↑  ”October 16, 2001”. TV Tango. http://www.tvtango.com/listings/2001/10/16. Läst 29 september 2013.
55. ↑  ”October 23, 2001”. TV Tango. http://www.tvtango.com/listings/2001/10/23. Läst 29 september 2013.
56. ↑  ”October 30, 2001”. TV Tango. http://www.tvtango.com/listings/2001/10/30. Läst 29 september 2013.
57. ↑  ”November 6, 2001”. TV Tango. http://www.tvtango.com/listings/2001/11/6. Läst 29 september 2013.
58. ↑  ”November 13, 2001”. TV Tango. http://www.tvtango.com/listings/2001/11/13. Läst 29 september 2013.
59. ↑  ”November 20 2001”. TV Tango. http://www.tvtango.com/listings/2001/11/20. Läst 29 september 2013.
60. ↑  ”November 27, 2001”. TV Tango. http://www.tvtango.com/listings/2001/11/27. Läst 29 september 2013.
61. ↑  ”January 8, 2002”. TV Tango. http://www.tvtango.com/listings/2002/01/08. Läst 29 september 2013.
62. ↑  ”January 29, 2002”. TV Tango. http://www.tvtango.com/listings/2002/01/29. Läst 29 september 2013.
63. ↑  ”February 5, 2002”. TV Tango. http://www.tvtango.com/listings/2002/02/05. Läst 29 september 2013.
64. ↑  ”February 12, 2002”. TV Tango. http://www.tvtango.com/listings/2002/02/12. Läst 29 september 2013.
65. ↑  ”February 26, 2002”. TV Tango. http://www.tvtango.com/listings/2002/02/26. Läst 29 september 2013.
66. ↑  ”March 5, 2002”. TV Tango. http://www.tvtango.com/listings/2002/03/05. Läst 29 september 2013.
67. ↑  ”March 12, 2002”. TV Tango. http://www.tvtango.com/listings/2002/03/12. Läst 29 september 2013.
68. ↑  ”April 30, 2002”. TV Tango. http://www.tvtango.com/listings/2002/04/30. Läst 29 september 2013.
69. ↑  ”May 7, 2002”. TV Tango. http://www.tvtango.com/listings/2002/05/07. Läst 29 september 2013.
70. ↑  ”May 14, 2002”. TV Tango. http://www.tvtango.com/listings/2002/05/14. Läst 29 september 2013.
71. 1 2  ”May 21, 2002”. TV Tango. http://www.tvtango.com/listings/2002/05/21. Läst 29 september 2013.
72. ↑  ”September 24, 2002”. TV Tango. http://www.tvtango.com/listings/2002/09/24. Läst 29 september 2013.
73. ↑  ”October 1, 2002”. TV Tango. http://www.tvtango.com/listings/2002/10/01. Läst 29 september 2013.
74. ↑  ”October 8, 2002”. TV Tango. http://www.tvtango.com/listings/2002/10/08. Läst 29 september 2013.
75. ↑  ”October 15, 2002”. TV Tango. http://www.tvtango.com/listings/2002/10/15. Läst 29 september 2013.
76. ↑  ”October 22, 2002”. TV Tango. http://www.tvtango.com/listings/2002/10/22. Läst 29 september 2013.
77. ↑  ”November 5, 2002”. TV Tango. http://www.tvtango.com/listings/2002/11/05. Läst 29 september 2013.
78. ↑  ”November 12, 2002”. TV Tango. http://www.tvtango.com/listings/2002/11/12. Läst 29 september 2013.
79. ↑  ”November 19, 2002”. TV Tango. http://www.tvtango.com/listings/2002/11/19. Läst 29 september 2013.
80. ↑  ”November 26, 2002”. TV Tango. http://www.tvtango.com/listings/2002/11/26. Läst 29 september 2013.
81. ↑  ”December 17, 2002”. TV Tango. http://www.tvtango.com/listings/2002/12/17. Läst 29 september 2013.
82. ↑  ”January 7, 2003”. TV Tango. http://www.tvtango.com/listings/2003/01/07. Läst 29 september 2013.
83. ↑  ”January 21, 2003”. TV Tango. http://www.tvtango.com/listings/2003/01/21. Läst 29 september 2013.
84. ↑  ”February 4, 2003”. TV Tango. http://www.tvtango.com/listings/2003/02/04. Läst 29 september 2013.
85. ↑  ”February 11, 2003”. TV Tango. http://www.tvtango.com/listings/2003/02/11. Läst 29 september 2013.
86. ↑  ”February 18, 2003”. TV Tango. http://www.tvtango.com/listings/2003/02/18. Läst 29 september 2013.
87. ↑  ”February 25, 2003”. TV Tango. http://www.tvtango.com/listings/2003/02/25. Läst 29 september 2013.
88. ↑  ”March 25, 2003”. TV Tango. http://www.tvtango.com/listings/2003/03/25. Läst 29 september 2013.
89. ↑  ”April 15, 2003”. TV Tango. http://www.tvtango.com/listings/2003/04/15. Läst 29 september 2013.
90. ↑  ”April 29, 2003”. TV Tango. http://www.tvtango.com/listings/2003/04/29. Läst 29 september 2013.
91. ↑  ”May 6, 2003”. TV Tango. http://www.tvtango.com/listings/2003/05/06. Läst 29 september 2013.
92. ↑  ”May 13, 2003”. TV Tango. http://www.tvtango.com/listings/2003/05/13. Läst 29 september 2013.
93. ↑  ”May 20, 2003”. TV Tango. http://www.tvtango.com/listings/2003/05/20. Läst 29 september 2013.